# St. Michael (Flammersfeld)

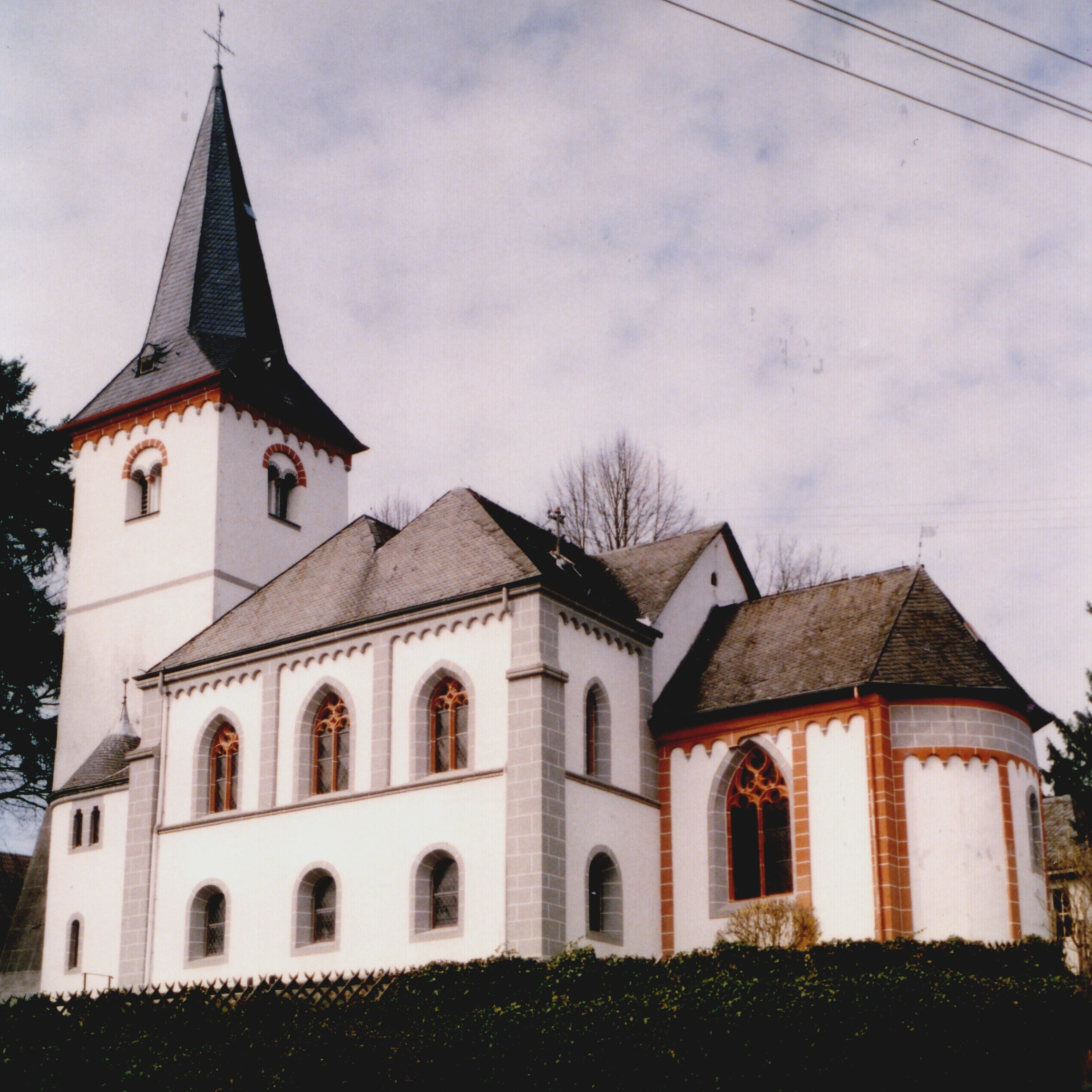

Die evangelische Pfarrkirche St. Michael ist ein denkmalgeschütztes Kirchengebäude in Flammersfeld, einer Ortsgemeinde im Landkreis Altenkirchen (Rheinland-Pfalz). Die Kirchengemeinde gehört zum Kirchenkreis Altenkirchen der Evangelischen Kirche im Rheinland (EKiR).
Die schlichte, dreischiffige, vierjochige, flachgedeckte Pfeilerbasilika wurde um 1200 erhöht auf einem ehemaligen Friedhof in ähnlicher Lage wie die Kirche in Birnbach erbaut. Trotz baulicher Veränderungen im 15., 17. und 19. Jahrhundert wurde der romanische Charakter bewahrt. Die Apsis wurde in spätgotischer Zeit auf die Höhe des Chores aufgestockt und das nördliche Seitenschiff mit Strebepfeilern und Fenstern versehen. Das südliche Seitenschiff wurde 1896 abgerissen und durch einen Emporenbau in den heutigen Zustand versetzt. Im Westen wurde 1695 eine Empore eingebaut. In den Jahren 1974–1975 erfolgte eine umfassende Restaurierung, die den romanischen Charakter der Kirche stärker betonte. Dabei wurden die Obergadenfenster wieder geöffnet, die neuromanischen Arkaden durch eingestellte Säulchen unterteilt, die Chorfenster verkleinert und die Orgelempore neu gebaut. Die Farbfassung wurde nach Befund erneuert.
Die Ausstattung bilden ein spätgotisches Sakramentshäuschen, ein barocker Altartisch und eine Kanzel aus dem 17. Jahrhundert. Ein spätgotisches Relief mit einer Darstellung der Kreuzigung wurde aus Fragmenten neu zusammengesetzt.